# Marly (Svizzera)
Marly (toponimo francese; in tedesco Mertenlach, desueto) è un comune svizzero di 8 201 abitanti del Canton Friburgo, nel distretto della Sarine.

## Storia
Il comune di Marly è stato istituito il 1º febbraio 1970 con la fusione dei comuni soppressi di Marly-le-Grand e Marly-le-Petit; il 1º gennaio 1976 ha inglobato il comune soppresso di Chésalles.

## Monumenti e luoghi d'interesse
- Chiesa cattolica dei Santi Pietro e Paolo (già di Pietro), attestata da 1294[1].

## Società

### Evoluzione demografica
L'evoluzione demografica è riportata nella seguente tabella:
Abitanti censiti